# Episodi di The Killing (serie televisiva 2011) (quarta stagione)
La quarta ed ultima stagione della serie televisiva The Killing, è stata resa interamente disponibile sul servizio di streaming on demand Netflix il 1º agosto 2014.
In Italia, la stagione è andata in onda in prima visione satellitare su Fox Crime, canale a pagamento della piattaforma Sky, dal 20 novembre al 25 dicembre 2014.
| nº | Titolo originale   | Titolo italiano      | Pubblicazione USA | Prima TV Italia  |
| -- | ------------------ | -------------------- | ----------------- | ---------------- |
| 1  | Blood in the Water | Massacro in famiglia | 1º agosto 2014    | 20 novembre 2014 |
| 2  | Unraveling         | I primi sospetti     | 1º agosto 2014    | 27 novembre 2014 |
| 3  | The Good Soldier   | Il buon soldato      | 1º agosto 2014    | 4 dicembre 2014  |
| 4  | Dream Baby Dream   | Dream Baby Dream     | 1º agosto 2014    | 11 dicembre 2014 |
| 5  | Truth Asunder      | La verità in pezzi   | 1º agosto 2014    | 18 dicembre 2014 |
| 6  | Eden               | Eden                 | 1º agosto 2014    | 25 dicembre 2014 |

## Massacro in famiglia
- Titolo originale: Blood in the Water
- Diretto da: Nicole Kassell
- Scritto da: Veena Sud

### Trama
Dopo l'uccisione del suo capo e amante Skinner, Sarah si affretta a far sparire le tracce dell'omicidio: confusa, viene aiutata da Holder, che con i suoi consueti modi spicci la esorta a comportarsi normalmente per non compromettere entrambi, soprattutto col loro collega Carl Reddick. Giunti in ufficio, Reddick li mette di fronte ad un altro caso, lo sterminio dell'intera famiglia Stansbury (il padre architetto, la moglie e le due figlie). Unico sopravvissuto, e principale sospettato, il figlio diciassettenne Kyle che sembra aver tentato il suicidio e che giace in ospedale con una grave ferita alla testa. Dopo i sopralluoghi sulla villa (dalle enormi facciate di vetro), Holder e Linden si recano in ospedale per interrogare Kyle: qui vengono raggiunti dal colonnello Margaret Rayne, sovrintendente dell'accademia militare frequentata dal ragazzo, che lo reputa innocente perché incapace di commettere atti di violenza. A fine giornata, Caroline Swift dice al suo fidanzato Holder di essere incinta.
- Guest star: Joan Allen (Margaret Rayne), Jewel Staite (Caroline Swift), Patti Smith (dottoressa)